# Hasties-Swamp-Nationalpark
Der Hasties-Swamp-Nationalpark (englisch Hasties Swamp National Park) ist ein nur 56,6 Hektar großer Nationalpark in Queensland, Australien.

## Lage
Der Park befindet sich in den Atherton Tablelands. Er liegt etwa 50 Kilometer südwestlich von Cairns und 65 Kilometer nordöstlich von Innisfail. Zu erreichen ist der Park über die Atherton Herberton Road, die vom Kennedy Highway südlich von Atherton Richtung Südwesten führt. Nach etwa 4 Kilometer zweigt die Zufahrtsstraße zum Nationalpark ab.

## Fauna
Die Hasties Swamps (deutsch: Hastiessümpfe) sind ein Mekka für Vogelfreunde. Das Feuchtgebiet bietet eine Vielzahl von sowohl heimischen als auch Zugvögeln ein Rückzugsgebiet. Saisonale Schwankungen des Wasserstands verändern sowohl Art als auch Größe des Habitats, was wiederum verschiedene Lebewesen anzieht. Mehr als 220 Vogelspezies wurden in den Feuchtgebieten und dem umgebenden Waldland gezählt.
Die beste Zeit ist in der Trockenzeit von April bis Oktober, dann werden die Wasserflächen im Park von zahlreichen Wasservögeln besucht. Bis zu 1500 Spaltfußgänsen (Anseranas semipalmata) kann man dann von einem zweistöckigen Beobachtungsposten gleichzeitig sehen.
Zugvögel wie der Flussuferläufer (Actitis hypoleucos) und die Japanbekassine (Gallinago hardwickii) rasten hier zwischen August und September auf ihrem Weg von Japan nach Südaustralien. Ab März bis in den April kehren sie auf ihren Weg in den Norden zurück. Aus Sibirien kommt der Spitzschwanzstrandläufer (Calidris acuminata), um dem arktischen Winter zu entfliehen. Aus Neuguinea besuchen zum Beispiel der Regenbogenspint (Merops ornatus), der Asian Koel (Eudynamys scolopacea) und der Fratzenkuckuck (Scythrops novaehollandiae) die Sümpfe.